# Baie Yendegaia
La baie Yendegaia, en espagnol : bahía Yendegaia est une baie située dans la partie chilienne de la grande île de Terre de Feu, dans la XIIe région de Magallanes et de l'Antarctique chilien, à deux milles de la frontière avec la République argentine. La baie est située à l’extrémité orientale de la cordillère Darwin, aux pieds des champs de glace de cette même cordillère. La baie marque l'embouchure de la rivière Yendegaia (en) qui se jette dans le canal Beagle. Le seul établissement humain sur ses rives est une estancia à Caleta Ferrari et un poste de douane sur l’autre rive. 
En 1998, les terres situées autour de la baie Yendegaia sont acquises par le Conservation Land Trust, une fondation américaine appartenant à Douglas Tompkins. De l’unique estancia présente dans la baie, il est possible de faire un trek depuis la baie jusqu'au glacier Stoppani.
En août 2011, l'Armée chilienne commence la construction d'une route afin de relier le fleuve Azopardo à la baie Yendegaia, qui fournira le premier accès routier à la partie chilienne du canal de Beagle.
En 2014, la baie fait partie de la création d’un nouveau parc national éponyme de 150 000 ha.